# Apries

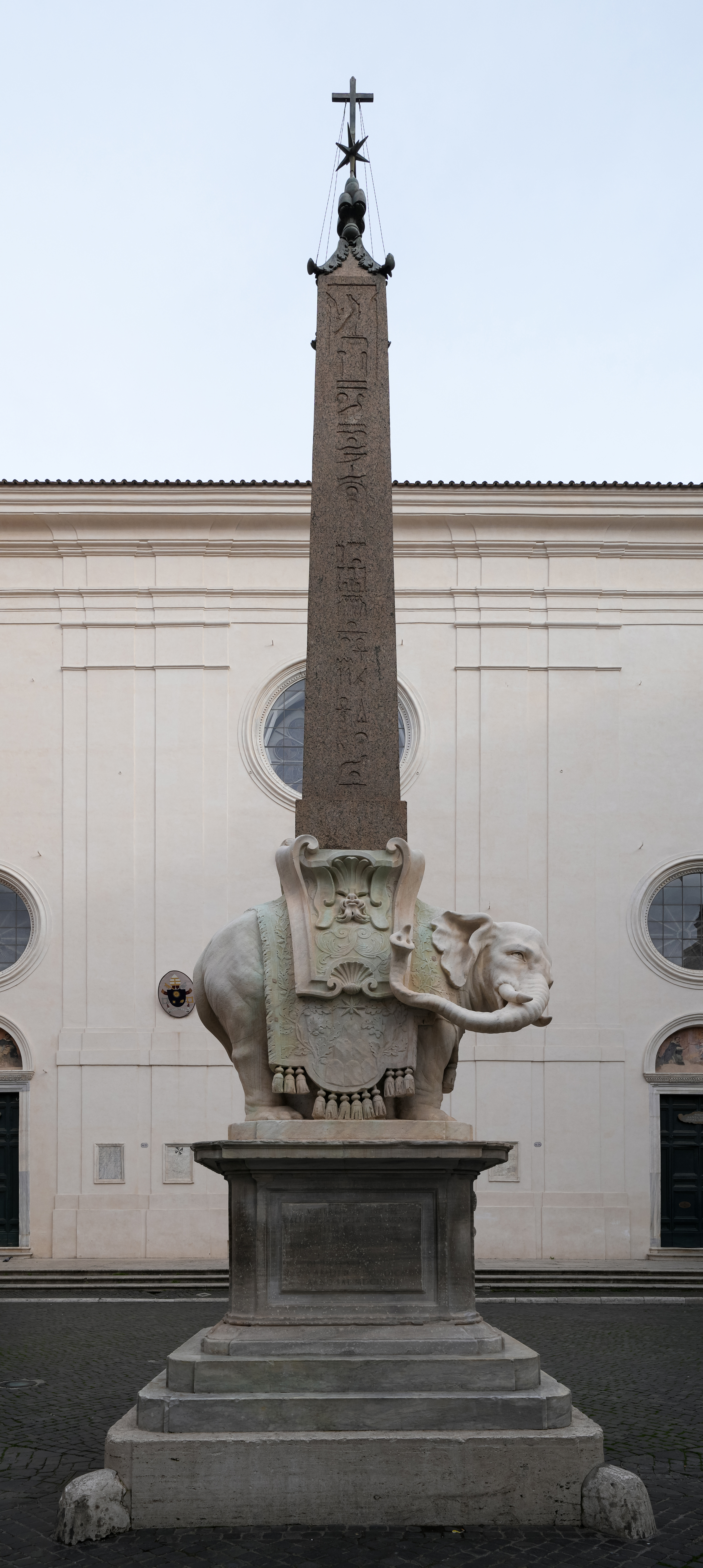
Obelisc d'Apries a la plaça Minerva de Roma.

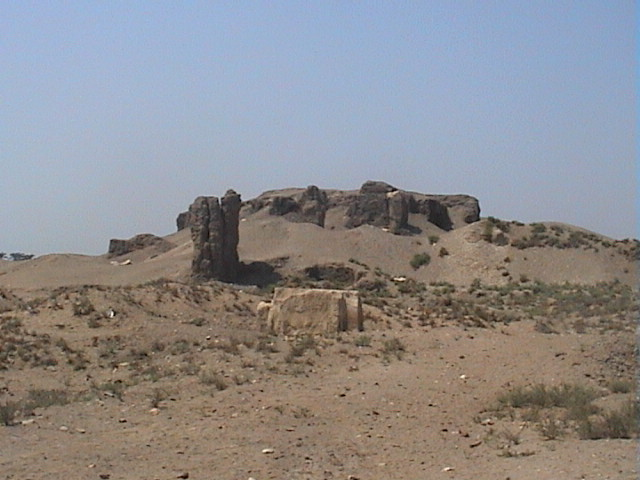
Ruïnes del palau, Menfis.

Apries o Haaibra-Uahibra (589 - 570 aC.) va ser el quart faraó de la dinastia XXVI d'Egipte.
Apries (Απριης) és el nom amb el qual el designen Heròdot (II. 161), i Diodor de Sicília (I. 68).
Va ser relacionat amb Uafris (Ουαφρης) de Manetó, qui comenta que va regnar durant 19 anys, segons l'epítom de Juli Africà, o 25 anys a la versió d'Eusebi de Cesarea.
És denominat Hofra a la Biblia: Jeremies 44:30
Apries va heretar el tron del seu pare, el faraó Psamètic II, continuant la seva infructuosa campanya militar. Les fracassades temptatives d'intervenir en el regne de Judà van ser seguides per una revolta dels seus soldats en Assuan. Una campanya per protegir Líbia d'incursions per forces gregues també va fracassar i les tropes de tornada van lluitar contra el poder regi.
Va donar suport els reis d'orient contra el creixent imperi de Babilònia, que va arribar a ésser molt poderós en aquesta època. La captivitat dels jueus, i la captura de Jerusalem amb la deportació de la població a Babilònia, va succeir durant el regnat d'Apries, en 586 aC.: molts van fugir a l'antic Egipte, establint-se a Elefantina, entre altres poblacions.
El 570 el faraó va auxiliar a un líder local de Cirene, en la seva lluita contra els grecs; el rei va enviar el seu general Amosis, però aquest es va proclamar rei. Apries es va exiliar, i encara que va retornar amb un exèrcit babilònic, va ser derrotat.
Apries va ser assassinat al conflicte contra el seu eventual successor Amosis II, el seu antic general que s'havia proclamat faraó. El mateix Amosis el va enterrar, com a rei, a Sais.
Eusebi de Cesarea va situar l'eclipsi de Tales de Milet el 585 aC., en època del seu regnat, a l'any vuitè o dotzè.

## Testimonis de la seva època
Apries va erigir el seu palau reial a Memfis.
- El palau i temple a Sais (Arnold)
- Temple d'Anat, erigit per Saamun a Tanis, va ser substituït per un nou edifici (Arnold)
- El rei va construir a Mendes, Tell El-Ruba, l'edificació central del temple (Arnold)
- Naus a Hermòpolis Parva (Arnold)
- Esfinxs a Heliopòlis (Arnold)
- Obelisc, actualment a la plaça Minerva, Roma (Itàlia)
- Columnes de pedra calcària trobades a Atribis (Arnold)
- Bloc del granit, a Deir El-Abyad (Arnold)
- Blocs trobats en diversos llocs: Fuah, Gunâg, Mahalla El-Kubra, Memfis (Arnold)
- Treballs de restauració a la tomba de Dyer, de la primera dinastia, a Abidos (Arnold)
- Esmentat en una inscripció en roca, a prop de Cnossos (de Morgan)
- Ushebti, núm. 570 (Museu Petrie)

| Predecessor: Psamètic II | Faraó Dinastia XXVI | Successor: Amosis II |